# LATAM (Brasil)
LATAM Brasil (antes conocida como TAM Linhas Aéreas) es una aerolínea brasileña fundada en 1976 que se fusionó en 2016 con LAN Airlines y formó a la actual compañía LATAM Airlines Group. Hoy día opera con LATAM y continúa siendo la mayor aerolínea por cuota de mercado y tamaño de flota en Brasil.
Antes de la fusión, TAM era la aerolínea más grande de América. Tenía su sede en São Paulo y operaba servicios regulares a destinos dentro de Brasil, así como vuelos internacionales a Europa, América del Norte y otras partes de América del Sur. Las acciones de la compañía se negocian en la Bolsa de Valores de São Paulo (BM & F Bovespa) y en la Bolsa de Nueva York como "TAM". Antes de la fusión con LAN, la compañía cerró su capital y transfirió sus acciones a LATAM Airlines Group. La fusión de TAM con LAN Airlines se completó el 22 de junio de 2012, creando una nueva aerolínea la cual llamaron LATAM Airlines. 
De acuerdo con la Agencia Nacional de Aviación Civil de Brasil (ANAC), entre enero y diciembre del año 2015, TAM tenía un 36,7% de la cuota de mercado nacional y el 78,5 % del mercado internacional en términos de pasajeros por kilómetro volado.
La aerolínea se unió a Star Alliance en 2010 y se retiró de ésta en 2014 para unirse a Oneworld tras la fusión. De ésta, fue miembro desde el 31 de marzo de 2014 hasta el 1 de mayo de 2020. Actualmente no tiene unión a alguna alianza aérea.

## Historia
TAM fue fundada el 21 de febrero de 1961, creada por cinco pilotos de vuelos chárter que se unieron para formar su propia compañía. Al comienzo la compañía fue llamada Transportes Aéreos Marília, S.A. nombrada así por Marília en São Paulo (hoy en día sus siglas significaban Transportes Aéreos Meridionáis). Empezó sus operaciones con cuatro Cessna 180 y un Cessna 170, transportando carga y pasajeros a través de Paraná, São Paulo y Mato Grosso.
El 7 de octubre de 2008, TAM anunció su adhesión al grupo chileno LAN Airlines, creando LATAM Airlines Group, el consorcio aerocomercial más grande de Latinoamérica y uno de los mayores a nivel mundial. Ambas empresas, sin embargo, mantendrían sus operaciones por separado.
La asociación de LAN con TAM, LATAM, ha generado un grupo de aerolíneas que está dentro de los 10 más grandes del mundo. LATAM provee servicios de transporte de pasajeros y de carga a más de 115 destinos en 23 países, operando a través de una flota de más de 280 aeronaves y tiene más de 40.000 empleados. No obstante, tanto LAN como TAM mantienen su individualidad como marcas.
De esta forma, surge un nuevo grupo latinoamericano de aerolíneas que ofrece a sus pasajeros y clientes de carga nuevos servicios a lo largo de la región, Latinoamérica y el resto del mundo. El nuevo grupo, denominado LATAM Airlines Group, incluye a LAN Airlines y sus filiales en Perú, Argentina y Ecuador; además de LAN CARGO y sus filiales; TAM Airlines, TAM MERCOSUR y todas las demás filiales de ambas compañías.
En abril de 2014, TAM anunció su ingreso a la alianza de aerolíneas Oneworld, a la que también perteneció LAN Airlines.
El 5 de mayo del año 2016 (tras casi 6 años del inicio de la fusión con LAN Airlines) empezó a operar oficial y definitivamente como LATAM Airlines lo que significó el cambio de imagen corporativa y marca que se estima que costó USD 60 millones.

El 26 de septiembre del 2019, se concretó la compra de un 20 % de LATAM de parte de Delta Airlines. En efecto, LATAM Airlines dejaría, tras 20 años, su participación en la alianza Oneworld.

## Filiales
A través de la historia TAM Líneas Aéreas ha adquirido algunas aerolíneas que hicieron parte de la misma como las siguientes:
- TAM Airlines: también conocida como TAM Paraguay es la antigua LAP, la aerolínea bandera de ese país, de la cual el 94,98% de las acciones pertenece a TAM y el otro 5,02% al gobierno paraguayo, fue filial directa, su sede central se ubicaba en el Aeropuerto Internacional Silvio Pettirossi en Asunción, mantiene el mismo viajero frecuente, y, hoy día, pertenece también a LATAM Airlines Group.

- Pantanal Linhas Aéreas:  fue una aerolínea regional brasilera fundada el 20 de abril de 1988 en Campo Grande, bajo el nombre Pantanal Linhas Aéreas Sulmatogrossenses (en español Pantanal Líneas Aéreas de Matogrosso del Sur), su centro de operaciones era el Aeropuerto de Congonhas, un aspecto para rescatar es que esta aerolínea fue la primera en implantar el servicio de "web check-in" en Brasil. Durante el año 2009, Pantanal entró en una seria crisis financiera y pidió una ayuda financiera al Estado de São Paulo, en diciembre del mismo año fue anunciada la adquisición de la compañía por parte de TAM con un valor cercano a los 13 millones de reales, de esta manera Pantanal se incorporó por completo a su nueva aerolínea matriz y entrega sus slots, destinos y flota.[5] Se fusionó finalmente con TAM Linhas Aéreas en agosto de 2013.

## Flota

### Flota actual
La flota de LATAM Brasil a diciembre de 2023 tiene una edad promedio de 10,7 años y está compuesta de las siguientes aeronaves:

## Incidentes y accidentes
- El 31 de octubre de 1996, el vuelo 402 de TAM Linhas Aéreas se estrella poco después de despegar del Aeropuerto de Congonhas Sao Paulo, muriendo los ocupantes de la aeronave (un Fokker 100) y tres personas que estaban en tierra.
- El 9 de julio de 1997, el vuelo 283 de TAM Linhas Aéreas sufrió una explosión en la cabina, causando un agujero de 2 metros y expulsando al pasajero Fernando Caldeira de Moura Campos, quien murió. Seis personas resultaron heridas.
- El 15 de septiembre de 2001, el vuelo 9755 de TAM Linhas Aéreas, un Fokker 100 con 88 pasajeros y seis tripulantes, despegó de Recife hacia Viracopos. Durante el vuelo, hubo una falla en el motor, lo que causó una descompresión y expulsó al pasajero del asiento 19E, quien no sobrevivió.
- El vuelo 3804 de TAM Linhas Aéreas aterrizó de emergencia en una granja en Birigui el 30 de agosto de 2002, por falta de combustible. De los 29 pasajeros, todos sobrevivieron, aunque cuatro tuvieron heridas leves. Se halló una falla en una tubería metálica mal diseñada entre las bombas de combustible.
- El vuelo 3054 de TAM Linhas Aéreas ocurrido el 17 de julio de 2007. El avión, un Airbus A320, intentaba aterrizar en la pista del Aeropuerto de Congonhas de São Paulo, Brasil que se encontraba húmeda por lo que la aeronave derrapó por la pista y siguió a lo largo de esta y continuó hasta que atravesó una importante avenida de la ciudad y terminó chocando con un depósito de materiales también de TAM,  lo que causó un incendio de la aeronave y del almacén, se determinó que no hubo supervivientes debido a temperaturas de más de 1000 °C dentro del avión los 186 ocupantes de la aeronave habrían muerto además de unos 20 trabajadores que se encontraban en el depósito de TAM. Este ha sido el peor accidente aéreo en la historia de Brasil con 199 muertes.[8]
- El 6 de agosto de 2013, en un vuelo entre la ciudad brasilera de Río de Janeiro y París (Francia) operado por un Boeing 777, el copiloto se desmayó en pleno vuelo, y efectuó un aterrizaje de emergencia en Salvador, al noreste de Brasil.[9] No hubo consecuencias para los pasajeros o el resto de la tripulación, aunque el copiloto afectado falleció 3 días después.[10]
- El 12 de julio de 2023, el vuelo 3300 de LATAM Brasil fue un vuelo desde São Paulo a Florianópolis, al aterrizar en Florianópolis el vuelo 3300 de LATAM Brasil se sale de la pista en un angulo de 90° grados, finalmente colapsando el tren izquierdo y frontal de la aeronave, no hubo heridos dentro del Airbus A320.